# CD59

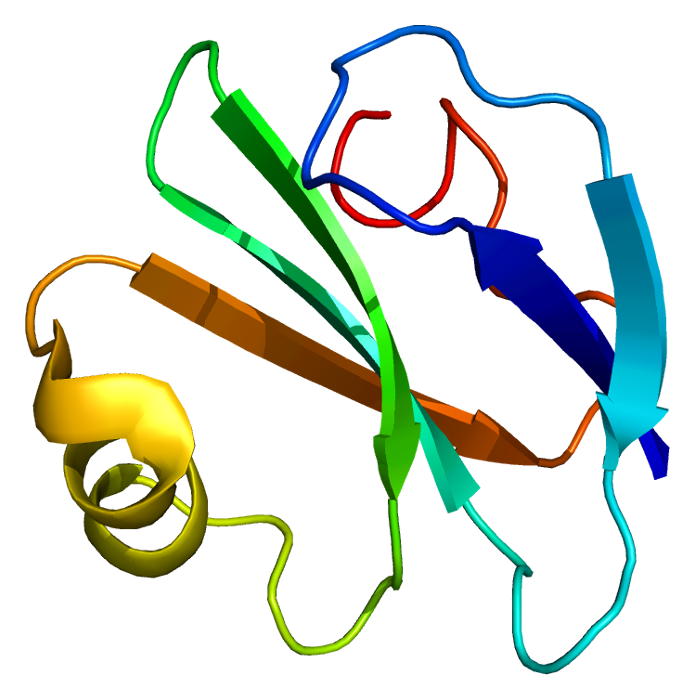
Structure de la glycoprotéine CD69

La glycoprotéine CD59, également connue sous le nom de  "MAC-Inhibitory Protein" (MAC-IP) ou  "membrane inhibitor of reactive lysis" (MIRL), ou de protectine, est une protéine présente chez l'homme, codée par le gène CD59. Elle appartient à la famille de protéines LY6/uPAR/alpha-neurotoxine.
La protéine, ou cluster de différenciation CD59 est attachée aux cellules hôtes par l'intermédiaire de glycophosphatidylinositol (GPI) d'ancrage. Lorsque l'activation du complément conduit à un dépôt de C5b678 sur les cellules hôtes, CD59 peut empêcher C9 de polymériser et former le complexe d'attaque de membrane du complément. Elle peut également signaler à la cellule d'effectuer des mesures actives telles que l'endocytose du complexe CD59-CD9 .
Les mutations affectant GPI qui réduisent l'expression de CD59 et du facteur accélérant le déclin sur les globules rouges induisent une hémoglobinurie paroxystique nocturne.
Les virus tels que le VIH, cytomégalovirus humain et la vaccine intègrent CD59 dans leur propre enveloppe virale pour éviter la lyse par le système du complément.